# Martyn Lloyd-Jones
David Martyn Lloyd-Jones (* 20. Dezember 1899 in Cardiff; † 1. März 1981 in Ealing (London)) war ein walisischer reformierter Prediger und Mediziner. Im 20. Jahrhundert hatte er durch seine Predigten großen Einfluss auf den reformierten Flügel der evangelikalen Bewegung in Großbritannien. Beinahe 30 Jahre lang war er Prediger der Westminster Chapel in London. Er wandte sich ausdrücklich gegen Liberale Theologie und bezeichnete sie als Irrweg. Darüber hinaus war er ein Gegner eines toleranten, liberalen Ansatzes von Kirchlichkeit und ermutigte evangelikale Christen vor allem aus den anglikanischen Gemeinden, ihre Denomination zu verlassen. Nach seiner Ansicht ist wahre christliche Gemeinschaft nur unter Christen möglich, die gemeinsame Glaubenssätze vertreten.

## Leben

### Jugend, Arbeit als Arzt und Berufung als Prediger
Lloyd-Jones wuchs in Llangeitho, Ceredigion, auf. Sein Vater war Lebensmittelhändler, er hatte zwei Brüder, von denen der eine, Harold, während der Spanischen Grippe 1918 starb. Sein Bruder Vincent wurde Richter am High Court of Justice.  Llangeitho wird mit dem Welsh Methodist revival in Verbindung gebracht, da in dieser Stadt Daniel Rowland predigte. Lloyd-Jones besuchte zwischen 1914 und 1917 Grammar School und begann danach an St Bartholomew’s Hospital als Medizinstudent. 1921 begann er als Assistenzarzt beim Königlichen Arzt Sir Thomas Horder (1st Baron Horder). Lloyd-Jones erlangte den Doktorgrad an der Universität London und setzte sein Studium mit dem Membership of the Royal College of Physicians fort. In dieser Zeit rang er mit sich, denn er fühlte eine Berufung zu predigen. 1927 ging er nach Aberavon (Port Talbot in Wales). Er folgte der Einladung einer Gemeinde, dort zu predigen. In der Zwischenzeit hatte er Bethan Phillips geheiratet, mit der er später die beiden Töchter Elizabeth und Ann hatte.

### Westminster Chapel

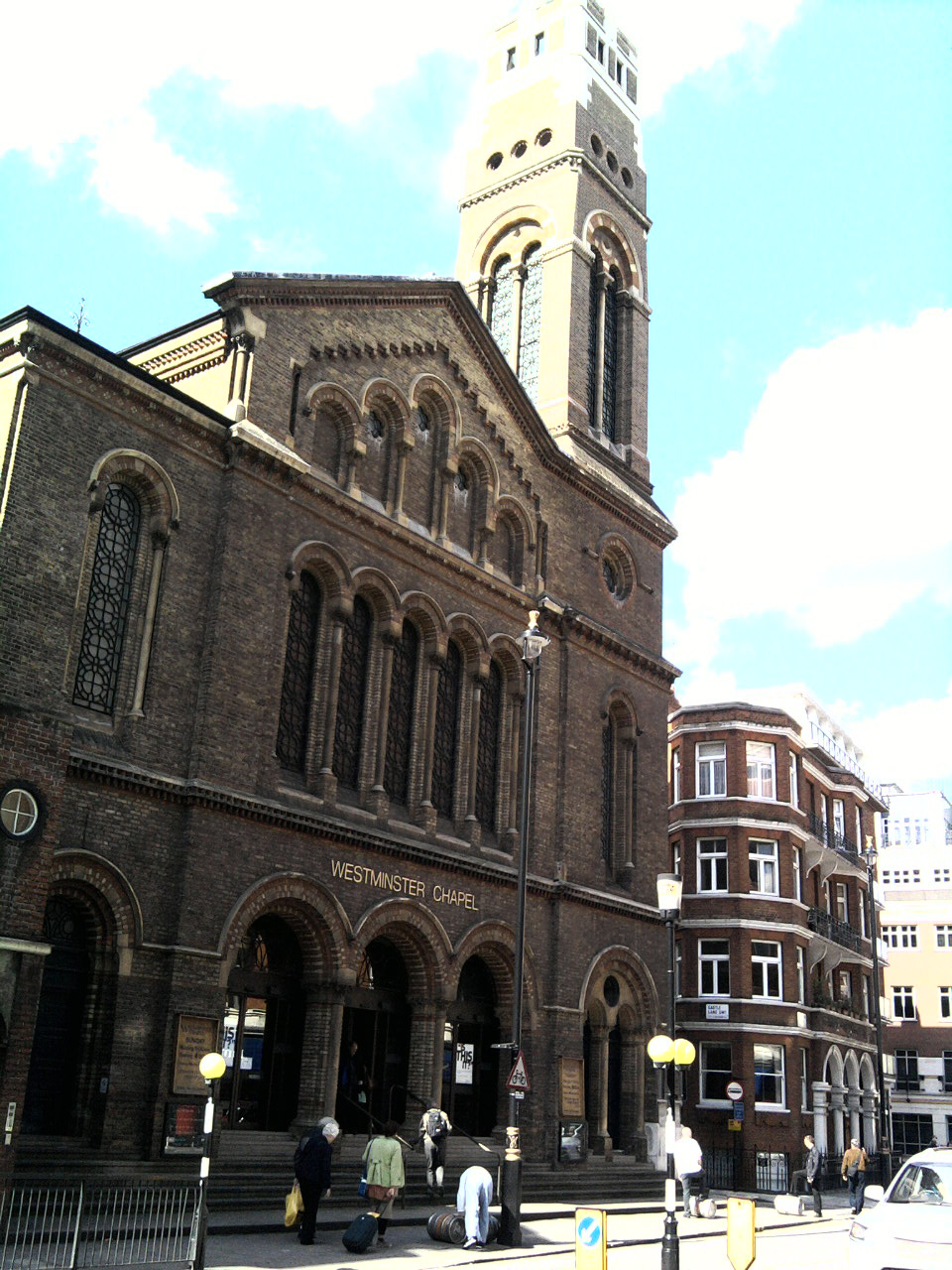
Westminster Chapel 2009

Nach einem Jahrzehnt in Aberavon kehrte er 1939 nach London zurück, wo er zum associate pastor der Westminster Chapel ernannt worden war. Er arbeitete dort neben G. Campbell Morgan. Am Tag vor seiner Einführung brach der Zweite Weltkrieg in Europa aus. Im selben Jahr wurde er auch Präsident des Inter-Varsity Fellowship of Students. Während des Krieges zog Lloyd-Jones mit seiner Familie nach Haslemere in Surrey. 1943 ging Morgan in den Ruhestand und überließ Lloyd-Jones die Pastorenstelle der Westminster Chapel.
Lloyd-Jones war berühmt für seinen Stil, die Bibel durch ihre eigenen Worte auszulegen (expository preaching). Seine Sonntagmorgen-Gottesdienste und Abendpredigten zogen tausende Zuhörer an und auch die Freitag-Abend-Bibelstunden, die ebensolche Predigten waren, wurden von Menschenmassen besucht. Lloyd-Jones nahm sich viele Monate, teilweise sogar Jahre Zeit, um einzelne Kapitel der Bibel Vers für Vers auszulegen. Seine Predigten dauerten zwischen fünfzig Minuten und einer Stunde und wurden von Studenten der Universitäten und Colleges in London häufig besucht. Transkriptionen und Nachdrucke seiner Predigten wurden verbatim in den Westminster Records veröffentlicht.

### Der Evangelikalen-Streit
Lloyd-Jones erregte 1966 eine heftige Diskussion, als er auf der National Assembly of Evangelicals alle Verantwortlichen mit evangelikalen Überzeugungen aufrief, die Denominationen zu verlassen, die sowohl liberale als auch evangelikale Gemeinden umfassen. Dies wurde vor allem auf Christen in der Church of England bezogen, obwohl nicht klar ist, ob dies seine Haupt-Intention war. Als einflussreiche Person für die Menschen in Freikirchen hatte Lloyd-Jones die Hoffnung, Christen mit evangelikalen Ansichten zu ermutigen, sich von Gemeinden zurückzuziehen, die andere Ansichten pflegten.
Lloyd-Jones wurde jedoch von dem führenden anglikanischen Evangelikalen John Stott scharf kritisiert. Obwohl Stott nicht auf der Rednerliste stand, nutzte er seine Position als Vorsitzender der Veranstaltung, um Lloyd-Jones öffentlich zu widersprechen. Er stellte fest, dass diese Meinung gegen Geschichte und biblische Überlieferung verstoße (John Stott verehrte Lloyd-Jones Arbeit sehr und zitierte ihn oft in seinen eigenen Büchern). Dieser offene Schlagabtausch zwischen zwei führenden britischen Evangelikalen wurde in der christlichen Presse weit verbreitet und löste bedeutende Kontroversen aus.
Im folgenden Jahr fand der erste National Evangelical Anglican Congress statt, der an der Keele University abgehalten wurde. Anlässlich dieser Konferenz verpflichteten sich evangelikale Anglikaner, hauptsächlich aufgrund Stotts Einfluss, zur vollen Mitarbeit in der Church of England und wiesen den separatistischen Ansatz von Lloyd-Jones zurück.
Diese beiden Konferenzen setzten den Kurs von großen Teilen der britischen evangelikalen Gemeinschaft fest. Auch wenn die Diskussion um die genaue Meinung von Lloyd-Jones weiter geht, bewirkte sie doch unzweifelhaft die Aufspaltung in zwei Gruppierungen mit gegensätzlichen Ansichten. Diese Positionen und die folgende Trennung setzen sich bis heute fort.

### Lebensabend
Lloyd-Jones beendete seinen Predigtdienst in Westminster Chapel 1968, nachdem er sich einer großen Operation unterzogen hatte. Er sprach in seiner Freitag-Abend Bibelstunde davon, dass Gott ihn aufhören ließ, über den Römerbrief zu predigen, weil er persönlich nicht genug über die „Freude im Heiligen Geist“ wisse. Dies wäre der Text seiner nächsten Predigt gewesen (Röm 14,17 ). Für den Rest seines Lebens konzentrierte er sich darauf, seine Predigten herauszugeben, andere Prediger zu beraten, Briefe zu beantworten und Konferenzen zu besuchen. Eine seiner berühmtesten Veröffentlichungen ist ein 14-bändiger Kommentar zum Römerbrief, dessen erster Band 1970 veröffentlicht wurde.
Obwohl er den größten Teil seines Lebens und seines Wirkens in England verbrachte, war Lloyd-Jones stolz auf seine Wurzeln in Wales. Am deutlichsten drückte er seine Anteilnahme für sein Heimatland durch seine Unterstützung des Evangelical Movement of Wales aus: Er war regelmäßig Referent auf Konferenzen. Dort predigte er in Englisch und Walisisch. Seit seinem Tod hat die Bewegung verschiedene Bücher in Englisch und Walisisch mit einer Auswahl seiner Werke veröffentlicht.
Lloyd-Jones predigte das letzte Mal am 8. Juni 1980 in der Barcombe Baptist Chapel. Nach einem arbeitsvollen Leben starb er friedlich im Schlaf in Ealing am 1. März 1981, dem St. David's Day. Er wurde in Newcastle Emlyn, West-Wales, beigesetzt. Ein Dankgottesdienst wurde am 6. April in der Westminster Chapel abgehalten.
Seit seinem Tod wurden verschiedene Publikationen über Lloyd-Jones und sein Werk veröffentlicht. Am bekanntesten ist eine zweibändige Biographie von Iain Murray.

## Vermächtnis

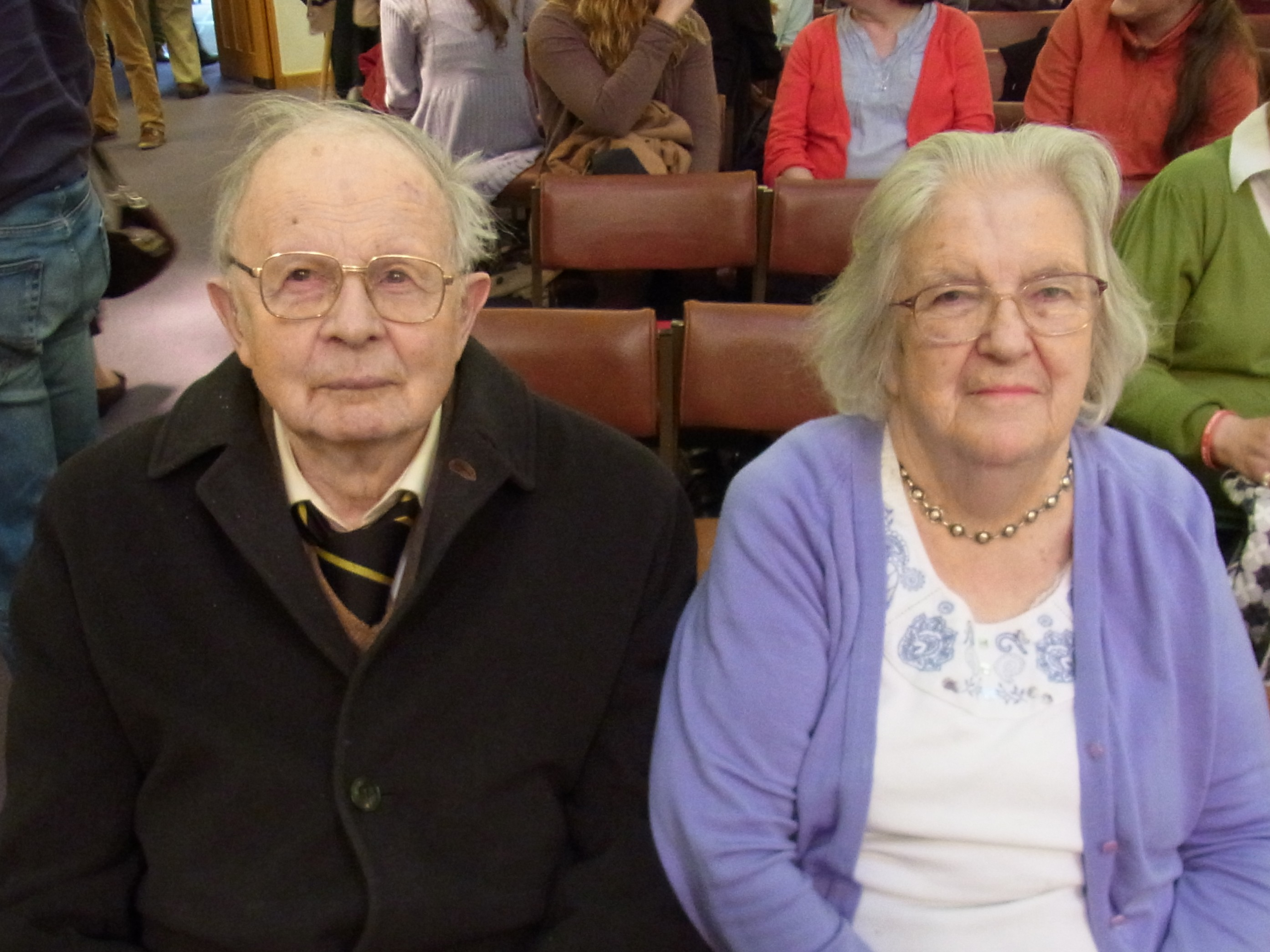
Martyn Lloyd-Jones' Tochter Elizabeth und ihr Mann Fred Catherwood, bei Eden Baptist Church, Cambridge, 2012.

### Charismatische Bewegung
Martyn Lloyd-Jones hat Verehrer aus den unterschiedlichsten Denominationen. Ein vieldiskutierter Aspekt seines Vermächtnisses ist seine Verbindung zur Charismatischen Bewegung. Respektiert von vielen Kirchen dieser Bewegung, lehrte er die Geistestaufe als eine bestimmte Erfahrung im Gegensatz zu der Vorstellung von Konversion und Erneuerung durch den Heiligen Geist. Tatsächlich drängte er seine Zuhörer zum Ende seines Lebens stärker, eine Erfahrung mit dem Heiligen Geist zu suchen. In seiner Auslegung zu Eph 6,10–13  schreibt er beispielsweise: 
Weißt du irgend etwas von diesem Feuer? Wenn du nichts davon weißt, bekenne es Gott und gib es zu. Bereue und bitte Ihn, seinen Geist zu senden und seine Liebe in dich zu gießen, bis du geschmolzen und bewegt wirst, bis du mit seiner göttlichen Liebe gefüllt bist und kenne Seine Liebe zu dir und erfreue dich in ihr als sein Kind und schau auf die Hoffnung der kommenden Herrlichkeit. Lösch nicht den Geist, sondern vielmehr sei 'erfüllt vom Geist' und 'freue dich in Christus Jesus' (Eph. 4, 30).
Ein Teil von Lloyd-Jones' Betonung der Notwendigkeit einer Geistestaufe basierte auf seiner Überzeugung, dass dies eine überwältigende Sicherheit von Gottes Liebe erzeugt und Christen dadurch befähigt, offen den Glauben in einer ungläubigen Welt zu bezeugen.
Neben der Betonung, dass die Taufe mit dem Heiligen Geist ein Werk Jesu Christi ist, das sich von der Erlösung unterscheidet, widersprach Lloyd-Jones auch der Ansicht, dass die Wirkungen des Heiligen Geistes mit Sprachengebet, prophetischem Wort und Heilung mit den ersten Aposteln ausgestorben seien. Er vertrat die Ansicht, dass diese Behauptung nicht auf dem Zeugnis der Heiligen Schrift basiert. Tatsächlich verfügte er, dass der Banner of Truth Trust, der Verlag, den er mitbegründete, seine Werke zu diesem Thema erst nach seinem Tode veröffentlichen dürfe. Er vertrat die Ansicht, dass Personen, welche die Position des Cessationism einnahmen, wie zum Beispiel B. B. Warfield, den 'Geist auslöschen'. Er verkündete, es sei notwendig, dass Gott in der Welt aktiv wirke und dass es nötig sei, dass er durch Wunder seine Macht demonstriere, so dass Prediger Gehör in der Welt finden, die gegenüber dem wahren Gott und dem Christentum generell feindlich eingestellt sind.
Ich denke es ist ganz ohne biblische Grundlage zu sagen, dass alle diese Gaben mit den Aposteln beziehungsweise in der apostolischen Zeit endeten. Ich glaube, dass es auch seither unzweifelhafte Wunder gegeben hat. Gleichzeitig gehören die meisten der Wunder, die von Pfingstlern und anderen geltend gemacht werden, sicherlich nicht in diese Kategorie und können psychologisch oder auf andere Arten erklärt werden. Ich bin auch der Meinung, dass die meisten, wenn nicht sogar alle Menschen, die behaupten in Zungen zu sprechen, heutezutage sicher unter psychologischem und nicht unter geistlichem Einfluss stehen. Und trotzdem würde ich mich nicht trauen zu sagen, dass „Zungenrede“ heute unmöglich sei.

### Predigten
Lloyd-Jones war nicht bereit, live im Fernsehen zu predigen. - Es sind nur ein oder zwei Aufzeichnungen bekannt. Seine Begründung dafür war, dass diese Art des „kontrollierten“ Predigens, gebunden durch Zeitlimits, gegen die Freiheit des Geistes kämpft. Er meinte also, dass der Prediger frei sein sollte, der Führung des Heiligen Geistes zu folgen in Bezug auf die Länge und Zeit, die ihm zugemessen wird. Er zeichnete eine Szene auf, in der er einen Fernsehverantwortlichen, der ihn bat, im Fernsehen zu predigen, fragte: „Was würde mit ihrem Programm geschehen, wenn der Heilige Geist plötzlich auf den Prediger herniederstiege und ihn erfüllte, was würde dann mit ihrem Programm geschehen?“.
Der wahrscheinlich größte Einfluss von Lloyd-Jones hat mit seinen Predigten zu tun. Lloyd-Jones war einer der einflussreichsten Prediger des 20. Jahrhunderts. Viele Bände mit seinen Predigten wurden von Banner of Truth und anderen Verlagen veröffentlicht. In seinem Buch Preaching and Preachers beschreibt Lloyd-Jones seine Ansichten über das Predigen, beziehungsweise seine Homiletik. In diesem Buch definiert er Predigen als „Logic on fire“.
Aus verschiedenen Blickwinkeln lässt sich diese Definition auf seine Predigten anwenden: Zum einen glaubte er, dass Logik lebensnotwendig für den Prediger sei. Doch sein Blickwinkel auf die Logik war ein anderer als der Blickwinkel der Aufklärung. Das ist auch der Grund, warum er seine Homiletik als logic „on fire“ bezeichnete. Das Feuer stammt aus dem Wirken des Heiligen Geistes. Daher ging Lloyd-Jones davon aus, dass Predigen die logische Demonstration der Wahrheit jeder gegebenen Stelle der Heiligen Schrift sei mit der Hilfe, bzw. Salbung der Heiligen Geistes. Diese Ansicht lässt sich am besten anhand seiner eigenen Predigten beschreiben. Wahres Predigen war für ihn immer erklärend. Der hauptsächliche Zweck der Predigt war für ihn, die Hauptaussage des Textabschnittes aufzudecken und zu entfalten. Sobald die Hauptaussage herausgestellt war, würde er das Thema logisch entfalten und darlegen, dass es eine biblische Lehre ist, indem er andere Stellen der Bibel heranzog und Logik benutzte um die praktischen Auswirkungen für den Hörer aufzuzeigen. Mit diesem hermeneutischen Ansatz versuchte er in seinem Buch Preaching and Preachers junge Prediger davor zu warnen, in einem „commentary-style“ oder auch einem „topical style“ zu predigen.
Lloyd-Jones' Predigtstil zeichnete sich demnach aus durch eine gründliche Auslegung biblischer Lehre und seinem Feuer und seiner Leidenschaft in der Ausführung. Er stand in der puritanischen Tradition des experimental preaching. Ein berühmtes Zitat über die Effekte von Lloyd-Jones' Predigen stammt von James Innell Packer, der schrieb, dass er „niemals solches Predigen gehört hätte“. Es erschien ihm wie die „Kraft eines Elektrischen Schocks, die wenigstens einen seiner Zuhörer mehr Erlebnis Gottes brachte als irgend jemand sonst“.

Lloyd-Jones erzählte in einer seiner Predigten selbst vom Werk des Heiligen Geistes, wie er es beim Predigen erlebte.
Ich wiederhole es zur Ehre Gottes, diese Kanzel ist der romantischste Platz des Universums, soweit es mich betrifft, aus dem Grund, weil ich niemals weiß, was geschehen wird, wenn ich hierher komme. Niemals. Meine Vorgefühle werden oftmals von beiden Seiten her zunichte gemacht. Das ist wunderbar. Sehen sie, die Versuchung für den Prediger ist, zu denken, dass das, was er als Predigt vorbereitet hat und was er als gute Predigt betrachtet, einen wunderschönen Gottesdienst ergibt; jedoch kann das manchmal ein sehr schlechter sein. Auf der anderen Seite kann es sein, dass der arme Mann eine ganz schwierige und herausfordernde Woche hinter sich hat. Es kann sein, dass er sehr krank war, tausendundeins Dinge sind ihm widerfahren und vielleicht ist er mit Angst und Zittern in die Kanzel gestiegen, mit dem Gefühl, dass er seine Arbeit nicht getan hat; Er hat nichts. Und trotzdem kann es einer der glorreichsten Gottesdienste sein, die er jemals das Privileg hatte durchzuführen. Warum? Weil er die Kraft nicht kontrolliert im Heiligen Geist. Es ist unterschiedlich. Und das nicht nur beim Predigen, sondern auch im täglichen Leben und in der Erfahrung. Es ist die Quelle des Wassers, die in uns ist und die wir nicht kontrollieren. Sie kontrolliert uns.
Lloyd-Jones war auch ein wichtiger Unterstützer der Evangelical Library in London.

### Recordings Trust
Kurz nach seinem Tod wurde eine ehrenamtliche Vereinigung gegründet, mit der Aufgabe, seinen Dienst fortzuführen, indem Aufzeichnungen seiner Predigten zugänglich gemacht werden. Heute sind bei der Organisation 1600 Predigten erhältlich und es wird ein wöchentliches Radioprogramm mit dem Material ausgestrahlt.

## Werke
- (2003) [1939], Why Does God Allow War? A General Justification of the Ways of God, Crossway (originally Hodder & Stoughton), ISBN 978-1-58134-469-1.
- (1973) [1942], The Plight of Man and The Power of God, Marshall Pickering (originally Abingdon), ISBN 978-0-7208-0097-5.
- (1956) [1951], Truth Unchanged, Unchanging, James Clarke (originally Revell).
- (2011) [1953], From Fear to Faith: Studies in the Book of Habakuk, IVP, ISBN 978-1-84474-500-5.
- (1984) [1958], Authority, The Banner of Truth Trust (originally IVP), ISBN 978-0-85151-386-7.
- (1976) [1958], Studies in the Sermon on the Mount, Eerdmans, ISBN 978-0-8028-0036-7.
- (2008) [1963], Faith on Trial: Studies in Psalm 73, Christian Focus (originally IVP), ISBN 978-1-84550-375-8.
- (1998) [1964], Spiritual Depression: Its Causes and Cures (2nd revised ed.), Marshall Pickering (originally Eerdmans), ISBN 978-0-551-03165-4.
- (1971), Preaching & Preachers, Hodder & Stoughton; Zondervan.
- (1971a) [1970], Romans, An Exposition of Chapters 3:20–4:25 — Atonement and Justification, Zondervan (originally Banner of Truth), ISBN 978-0-310-27880-1.
- (1971b), Romans, An Exposition of Chapter 5 — Assurance, Banner of Truth.
- (1972), Romans, An Exposition of Chapter 6 — The New Man, Banner of Truth.
- (1981) [1972], God's Way of Reconciliation: An Exposition of Ephesians 2, Banner of Truth (originally Baker), ISBN 978-0-85151-299-0.
- (1973), Life in the Spirit in Marriage, Home and Work: An Exposition of Ephesians 5:18–6:9, Baker.
- (1973), Romans: An Exposition of Chapter 1 — The Gospel of God, Banner of Truth.
- (1974), Romans: An Exposition of Chapter 7:1–8:4 — The Law: Its Functions and Limits, Banner of Truth.
- (1974), Romans: An Exposition of Chapter 8:5–17 — The Sons of God, Banner of Truth.
- (1975), Romans: An Exposition of Chapter 8:17–39 — The Final Perseverance of the Saints, Banner of Truth.
- (1976), The Christian Warfare: An Exposition of Ephesians 6:10–13, Grand Rapids: Baker.
- (1977), The Christian Soldier: An Exposition of Ephesians 6:10–20, Baker.
- (1978), God's Ultimate Purpose: An Exposition of Ephesians 1, Baker.
- (1979), The Unsearchable Riches of Christ: An Exposition of Ephesians 3, Baker.
- (1980), Christian Unity: An Exposition of Ephesians 4:1–16, Baker.
- (1982), Darkness and Light: An Exposition of Ephesians 4:17–5:17, Baker.
- (1983), Evangelistic Sermons at Aberavon, Banner of Truth.
- (1983), Expository Sermons on 2 Peter, Banner of Truth.
- (1984), Joy Unspeakable: Power and Renewal in the Holy Spirit, Kingsway.
- (1986), The Cross: God's Way of Salvation, Crossway.
- (1987), The Puritans: Their Origins and Successors, Banner of Truth
- (1987), Revival, Crossway.
- (1989), Knowing the Times: Addresses Delivered on Various Occasions, 1942–77, Banner of Truth.
- (1989), Romans: An Exposition of Chapter 2:1–3:20 — The Righteous Judgment of God, Banner of Truth.
- (1992), What Is an Evangelical?, Banner of Truth.
- (2002) [1993], Catherwood, Christopher, ed., The Life in Christ: Studies in 1 John, 1 — Fellowship with God, Crossway, ISBN 978-1-58134-439-4
- (1993), Life in Christ: Studies in 1 John, 2 — Walking with God, Crossway.
- (1994), Life in Christ: Studies in 1 John, 3 — Children of God, Crossway.
- (1994), Life in Christ: Studies in 1 John, 4 — The Love of God, Crossway.
- (1994), Life in Christ: Studies in 1 John, 5 — Life of God, Crossway.
- (1994), Letters: 1919–1981, Banner of Truth.
- (1995), Out of the Depths: Restoring Fellowship with God, Crossway.
- (1996), Old Testament Evangelistic Sermons, Banner of Truth.
- (1997), Romans: An Exposition of Chapter 10 — Saving Faith, Banner of Truth.
- (1997), True Happiness: An Exposition of Psalm One, Bryntirion.
- (1996), Great Doctrines of the Bible, 1: God the Father, God the Son, Crossway.
- (1997), Great Doctrines of the Bible, 2: God the Holy Spirit, Crossway.
- (1998), Great Doctrines of the Bible, 3: The Church and the Last Things, Crossway.
- (1999), The Life of Joy and Peace: An Exposition of Philippians, Baker Books, ISBN 978-0-8010-5816-5.
- (1999), God's Way Not Ours: Sermons on Isaiah 1:1–18, Banner of Truth.
- (1999), Let Everybody Praise the Lord: An Exposition of Psalm 107, Bryntirion.
- (1999), Authentic Christianity: Sermons on the Acts of the Apostles, 1: Acts 1–3, Banner of Truth.
- (1999), Romans, An Exposition of Chapter 11 — To God's Glory, Banner of Truth.
- (2000), Romans, An Exposition of Chapter 12 — Christian Conduct, Banner of Truth.
- (2000), The Assurance of Our Salvation: Exploring the Depth of Jesus Prayer for His Own (Studies in John 17), Crossway.
- (2000), Heirs of Salvation: Studies in Biblical Assurance, Bryntirion.
- (2000), Studies in the Book of Acts, 1: Authentic Christianity, Crossway.
- (2001), Studies in the Book of Acts, 2: Courageous Christianity, Crossway.
- (2001), Authentic Christianity: Sermons on the Acts of the Apostles, 2: Acts 4–5, Banner of Truth.
- (2001), True Happiness: Psalms 1 and 107, Crossway.
- (2002), Life in Christ: Studies in 1 John (The Original Five Volumes in One), Crossway.
- (2003), Authentic Christianity: Sermons on the Acts of the Apostles, 3: Acts 5:17–6:8, Banner of Truth.
- (2003), Great Doctrines of the Bible 1–3, Crossway.
- (2003), Romans, An Exposition of Chapter 13 — Life in Two Kingdoms, Banner of Truth.
- (2003), Romans, An Exposition of Chapter 14:1–17 — Liberty And Conscience, Banner of Truth.
- (2003), Studies in the Book of Acts, 3: Victorious Christianity, Crossway.
- (2004), Studies in the Book of Acts, 4: Glorious Christianity, Crossway.
- (2004), Authentic Christianity: Sermons on the Acts of the Apostles, 4: Acts 7:1–29, Banner of Truth.
- (2005), The All-Sufficient God: Sermons on Isaiah 40, Banner of Truth.
- (2005), Seeking the Face of God: Nine Reflections on the Psalms.
- (2006), Authentic Christianity: Sermons on the Acts of the Apostles, 5: Acts 7:30–60, Banner of Truth.
- (2006), Authentic Christianity: Sermons on the Acts of the Apostles, 6: Acts 8:1–35, Banner of Truth.
- (2007), Raising Children God's Way, Banner of Truth.
- (2008), The Christian in an Age of Terror: Sermons for a Time of War, Kregel.
- (2009), The Gospel in Genesis: From Fig Leaves to Faith, Crossway.
- (2009), Let Not Your Heart Be Troubled, Crossway.
- (2009), Living Water: Studies in John 4, Crossway.
- (2010), The Kingdom of God, Crossway.
- (2011), Out of the Depths: Psalm 51, Christian Focus.
- The Power Within (AUDIO, sermon), MLJ trust.

### Deutsche Übersetzungen
- Licht an einem dunklen Ort - Auslegende Predigten über den 2. Petrusbrief, Reformatorischer Verlag H. C. Beese, Hamburg 1993
- Einig in Wahrheit - Der wahre Weg zur Einheit, 3L-Verlag, Waldems 1998 und 2003, ISBN 978-3-935188-46-3
- Gott - der Sohn, 3L-Verlag, Waldems 2001
- Bergpredigt - Ich aber sage euch, Band 1, 3L-Verlag, Waldems 2002
- Ich bin gewiss - Predigten über 2. Timotheus 1,12, 3L-Verlag, Waldems 2002
- Total fatal - Predigten über Jesaja 5, Waldems 2002
- Gott und seine Gemeinde - Von Anfang bis Endzeit, 3L-Verlag, Waldems 2003
- Bergpredigt - Unser Vater im Himmel, Band 2, 3L-Verlag, Waldems 2004
- 365 gute Aussichten - Andachten für alle Tage, 3L-Verlag, Waldems 2005
- Die Predigt und der Prediger, 3L-Verlag, Waldems 2005
- Der geistliche Kampf - Leben als Christ, 3L-Verlag, Waldems 2006
- Kennzeichen eines Christen - Als Christ erkennbar leben, 3L-Verlag, Waldems 2008
- Schritt für Schritt, 3L-Verlag, Waldems 2009
- Der Christ und die Welt - Als Christ Zeichen setzen, 3L-Verlag, Waldems 2009
- Gott allein genügt! - Jesaja 40, 3L-Verlag, Waldems 2009
- Schritt für Schritt - Raus aus der Resignation, 3L-Verlag, Waldems 2009
- Apostelgeschichte - Predigten über die Apostelgeschichte, 3L-Verlag, Waldems 2011
- Von Verdammnis zu Vergebung - Gottes Heilsplan im ersten Buch Mose, 3L-Verlag, Waldems 2011
- Zurück zu Gott - Psalm 51, 3L-Verlag, Waldems 2012
- Was ist biblische Verkündigung?, Voice of Hope Verlag, 2022
- Und Gott greift doch ein – Vom Handeln Gottes in der Geschichte, Voice of Hope Verlag, 2023
- Biblische Erziehung, Voice of Hope Verlag, 2023
- Die Zeiten verstehen, Sola Gratia Medien, Siegen 2023